# Waipapa
Waipapa est une petite localité située dans la Baie des Îles, dans la région du Northland dans l’Île du Nord de la Nouvelle-Zélande.

## Situation
Elle est située à environ dix minutes de voiture de Kerikeri, qui est le centre urbain le plus proche de Waipapa et de la route State Highway 10/S H 10 (en). 
Le village de Waipapa lui-même, est si petit qu’il n’a ni supermarché ni école, et que la plupart des actifs vont tous les jours travailler à Kerikeri. 
Il est gouverné par le conseil du district du Far North.

## Caractéristiques

### Aéroport
L’aéroport le plus proche de Waipapa est celui de kerikeri (en), qui dessert toute la Baie des Îles.

### Activités
La plupart des emplois de Waipapa sont situés sur la State Highway 10 (en), le plus grand magasin The Warehouse est localisé sur Klinac Lane.
La zone commerciale de Waipapa se développe rapidement. Elle compte plus de 120 entreprises de détail, de services, de commerces et d'industrie légère.

### Culture
L’iwi local est celui des Maoris de Ngapuhi. Une des rues dans Waipapa s’appelle Ngapuhi Road.

### Caractéristiques de l’eau
Waipapa, étant à l’intérieur des terres, n’a pas de plages mais possède un débarcadère nommé d'après le cours d'eau Waipapa qui coule juste au nord de la ville, là où il rencontre le Kerikeri Inlet, tout près du lieu historique de  Stone Store (en) de Kerikeri. 
Au sud de Waipapa, se trouve le fleuve Kerikeri, sur lequel sont les célèbres chutes de Rainbow Falls (en).